# Mateja Kos
Mateja Kos Zabel, slovenska umetnostna zgodovinarka, 1. junij 1958, Postojna.
Življenje in delo
Leta 1993 je na ljubljanski Filozofski fakulteti doktorirala iz umetnostne zgodovine. Od leta 1985 je zaposlena v Narodnem muzeju Slovenije, od leta 2005 kot muzejska svetnica. Od ustanovitve oddelka leta 2009 je docentka za zgodovino uporabne umetnosti in sodobno oblikovanje na Oddelku za umetnostno zgodovino Filozofske fakultete Univerze v Mariboru, kjer predava naslednje predmete: Zgodovina uporabne umetnosti, Izbrana poglavja iz sodobnega oblikovanja in Muzeologija v teoriji in praksi. Kot raziskovalka se je posvetila preučevanju uporabne umetnosti, zlasti uvajanju novejših naravoslovnih metod v raziskave avtorstva, provenience ter strukture materiala artefaktov. Do leta 2017 je bila nosilka raziskovalnega programa Narodnega muzeja Slovenije Predmet kot reprezentanca, okus, ugled, moč - raziskave materialne kulture na Slovenskem. Je predstavnica partnerske ustanove pri evropskem projektu Ceramics and its Dimensions (vodilni partner: Staatliches Museum für Porzellan, Selb, Nemčija). V letih 2015 in 2018 je bila vodja projekta Mednarodni trienale keramike UNICUM.